# Jason Crow
Jason Crow (Madison, 15 marzo 1979) è un politico e avvocato statunitense membro della Camera dei rappresentanti per lo stato del Colorado dal 2019.

## Biografia
Nato in Wisconsin e laureatosi nel 2009 con un Juris Doctor all'Università di Denver, Crow è un Ranger dell'esercito americano. Ha partecipato per tre volte a missioni in Iraq e Afghanistan. Ha preso parte nel 2003 come capo plotone nell'82ª divisione aviotrasportata;  per le sue azioni durante la battaglia, gli fu assegnata la stella di bronzo.  Crow ha fatto parte del Board of Veterans Affairs del Colorado dal 2009-2014.  Dopo il servizio, Crow è diventato partner dello studio legale Holland e Hart. Nel 2015 è stato insignito del premio Ammi Hyde dell'Università di Denver per la laurea conseguita sei anni prima.
Si candida nel 2018 per il 6º distretto del Colorado comprendente molti sobborghi di Denver alla Camera dei rappresentanti, battendo il deputato uscente repubblicano Mike Coffman e diventando il primo democratico in assoluto ad essere eletto nel collegio.
Crow si è candidato alle elezioni del 2020 per un secondo mandato senza alcuna opposizione nelle primarie democratiche. Ha poi affrontato Steve House, ex presidente del Partito Repubblicano del Colorado, nelle elezioni generali del 3 novembre 2020. Crow ha vinto la rielezione con oltre il 17% dei voti.

## Vita privata
Crow è sposato con Deserai Anderson, hanno due figli.